# Orgnac-sur-Vézère
Pour les articles homonymes, voir Orgnac et Vézère.
Ne doit pas être confondu avec Orgnac-l'Aven.
Orgnac-sur-Vézère est une commune française située dans le département de la Corrèze, en région Nouvelle-Aquitaine.
Cette commune rurale appartient au canton d'Allassac, à l’arrondissement de Brive-la-Gaillarde. Elle est rattachée à la communauté de communes du Pays d'Uzerche et fait partie d’un regroupement de communes ayant obtenu le label « Pays d'art et d'histoire Vézère-Ardoise », attribué par le ministère de la Culture.
Sur le territoire d'Orgnac-sur-Vézère, de vastes sites naturels sont remarquables et classés au réseau européen Natura 2000.

## Géographie

### Généralités

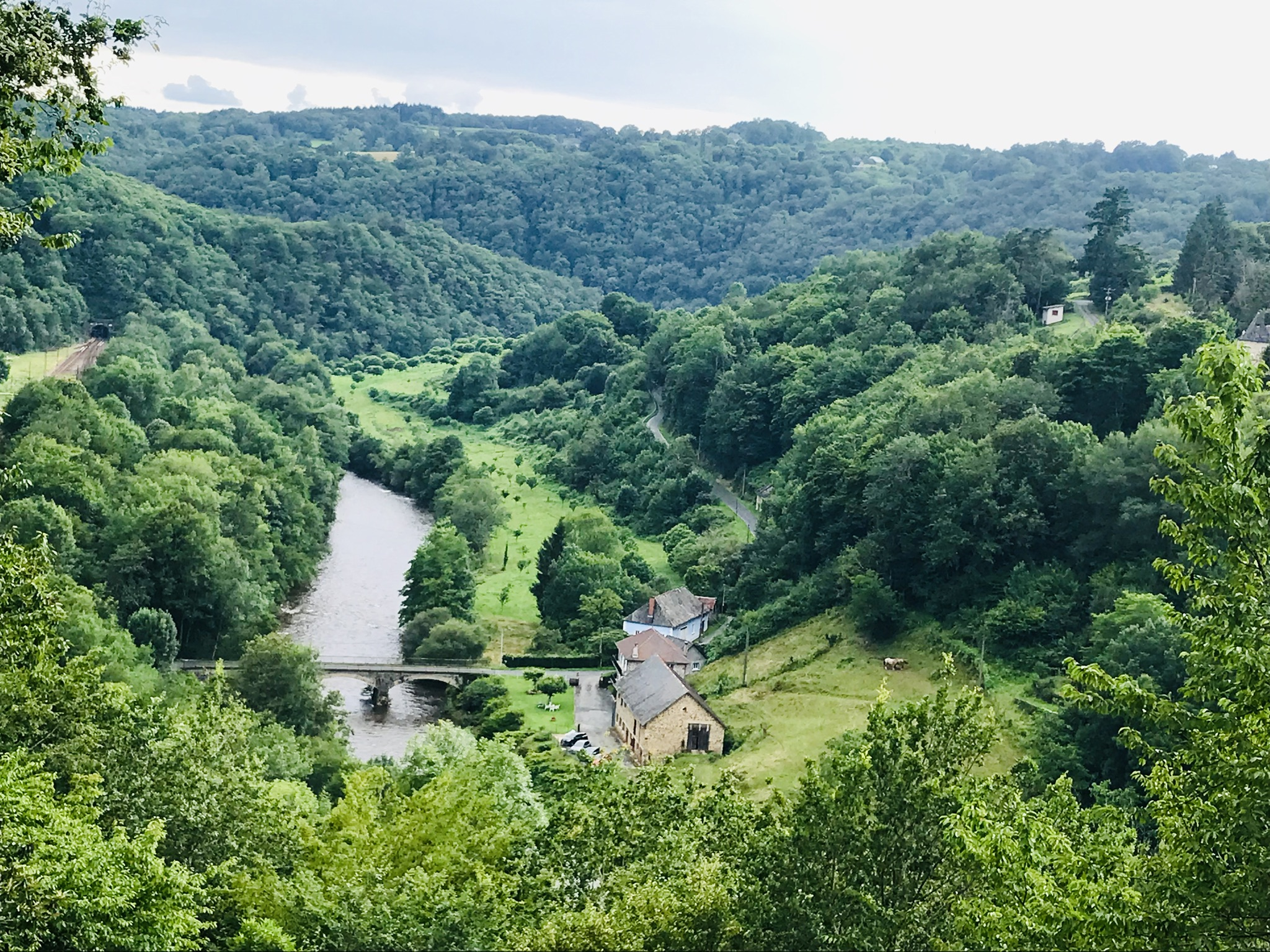
La Vézère au pont de Comborn, entre Estivaux à gauche et Orgnac-sur-Vézère à droite.

Le territoire de la commune s'étire sur 18,76 km2, entre des limites naturelles et sauvages : à l'est, les versants très abrupts et forestiers des gorges de la Vézère et à l'ouest, ceux de la vallée de la Loyre. Au nord, ce territoire est bordé par celui de la commune de Vigeois, et au sud par celui de la commune de Voutezac descendant vers les bassins d'Objat et de Brive.
L’habitat est très dispersé se répartissant entre le bourg où se trouve l’église et de multiples « villages » de quelques foyers.
Au début du XXe siècle, le bourg s’est allongé d’environ un kilomètre vers l’est avec la création d’un quartier « administratif » rassemblant la mairie, l’école et la poste ; le vieux bourg demeure plutôt le quartier « religieux » avec l’église, le presbytère, le cimetière, le monument aux morts, un calvaire, une « fontaine miraculeuse » et il y eut même un petit hospice tenu par des religieuses. Au XXIe siècle, le centre-bourg a été réaménagé et une ancienne forge restaurée est devenue un espace municipal permettant d'accueillir diverses manifestations festives.
En s'éloignant vers l'est, au lieu-dit le Bois de Bourzat, se trouve le stade de rugby. Jusqu’aux années 1990, il y avait là une auberge, une épicerie et une salle des fêtes.
Le long de la route départementale (RD) 3, au lieu-dit les Fombiardes, s’était développé, jusqu’aux années 1960, un quartier « artisanal et commercial », avec menuiserie, forge, garages, deux épiceries, deux cafés-restaurants, ferronnerie, minoterie, boulangerie, etc. En l’an 2000, une salle polyvalente y a été construite à l'emplacement d’une école désaffectée.
Plus loin au nord, en allant vers Vigeois, au lieu-dit le Poteau, un nouveau quartier d’habitations a été créé sous la forme d’un lotissement.
La RD 3 qui traverse la commune sur toute sa longueur au niveau du plateau est une route touristique faisant partie du circuit de la vallée de la Vézère.

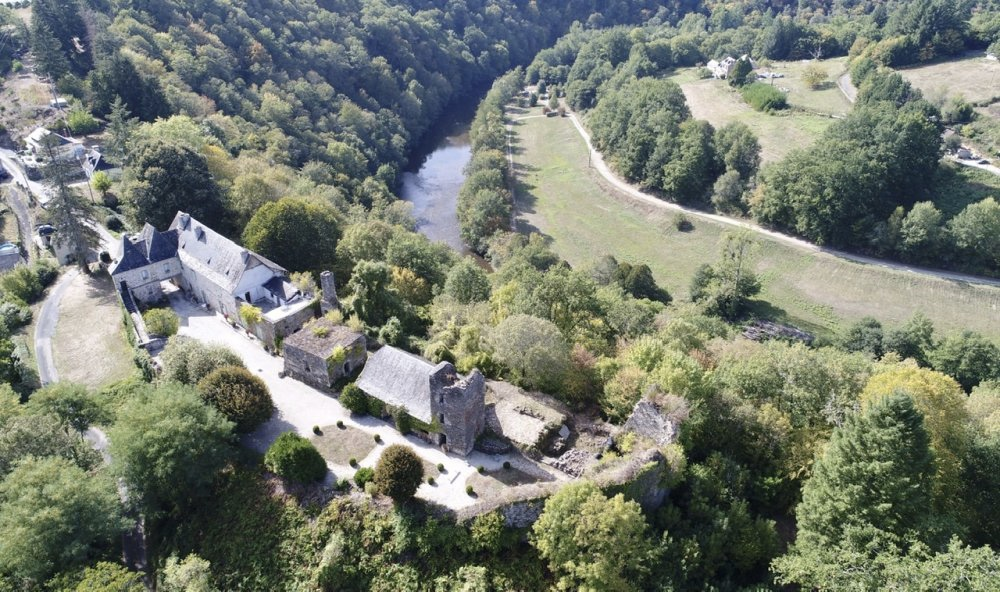
Situé sur un éperon rocheux, le château-forteresse de Comborn domine les gorges sauvages de la Vézère.

Orgnac-sur-Vézère jouit d'un environnement naturel et paysager diversifié, composé de prairies et de bois dans un relief très vallonné. Le patrimoine bâti y est remarquable, notamment l'église Saint-Martial reconstruite au XIVe siècle, et le château-forteresse de Comborn (XIe, XVe et XVIIIe siècles) juché sur un étroit éperon rocheux dominant les gorges abruptes de la Vézère.
Le petit patrimoine rural témoigne également de l’histoire de cette contrée : vieilles maisons et granges, fours, puits, fontaines, moulins, forges, etc.

### Communes limitrophes
Orgnac-sur-Vézère est limitrophe de six autres communes.
Les communes limitrophes sont  Beyssac, Estivaux, Troche, Vigeois, Vignols et Voutezac.
| Troche  | Vigeois           |          |
| Beyssac | Orgnac-sur-Vézère | Estivaux |
| Vignols | Voutezac          |          |

### Climat
Pour des articles plus généraux, voir Climat de la Nouvelle-Aquitaine et Climat de la Corrèze.
Historiquement, la commune est exposée à un climat océanique aquitain.  
En 2020, Météo-France publie une typologie des climats de la France métropolitaine dans laquelle la commune est dans une zone de transition entre le climat océanique altéré et le climat de montagne et est dans la région climatique  Ouest et nord-ouest du Massif Central, caractérisée par une pluviométrie annuelle de 900 à 1 500 mm, maximale en automne et en hiver.
Pour la période 1971-2000, la température annuelle moyenne est de 11,7 °C, avec  une amplitude thermique annuelle de 15,1 °C. Le cumul annuel moyen de précipitations est de 1 078 mm, avec 12,8 jours de précipitations en janvier et 7,7 jours en juillet. Pour la période 1991-2020, la température moyenne annuelle observée sur la station météorologique la plus proche, située sur la commune de Voutezac à 4 km à vol d'oiseau, est de 12,2 °C et le cumul annuel moyen de précipitations est de 1 014,2 mm,. Pour l'avenir, les paramètres climatiques de la commune estimés pour 2050 selon différents scénarios d’émission de gaz à effet de serre sont consultables sur un site dédié publié par Météo-France en novembre 2022.

## Urbanisme

### Typologie
Au 1er janvier 2024, Orgnac-sur-Vézère est catégorisée commune rurale à habitat très dispersé, selon la nouvelle grille communale de densité à 7 niveaux définie par l'Insee en 2022.
Elle est située hors unité urbaine et hors attraction des villes,.

### Occupation des sols
L'occupation des sols de la commune, telle qu'elle ressort de la base de données européenne d’occupation biophysique des sols Corine Land Cover (CLC), est marquée par l'importance des territoires agricoles (66,5 % en 2018), en augmentation par rapport à 1990 (65,3 %). La répartition détaillée en 2018 est la suivante : 
zones agricoles hétérogènes (42,3 %), forêts (33,5 %), prairies (24,2 %).
L'évolution de l’occupation des sols de la commune et de ses infrastructures peut être observée sur les différentes représentations cartographiques du territoire : la carte de Cassini (XVIIIe siècle), la carte d'état-major (1820-1866) et les cartes ou photos aériennes de l'IGN pour la période actuelle (1950 à aujourd'hui).

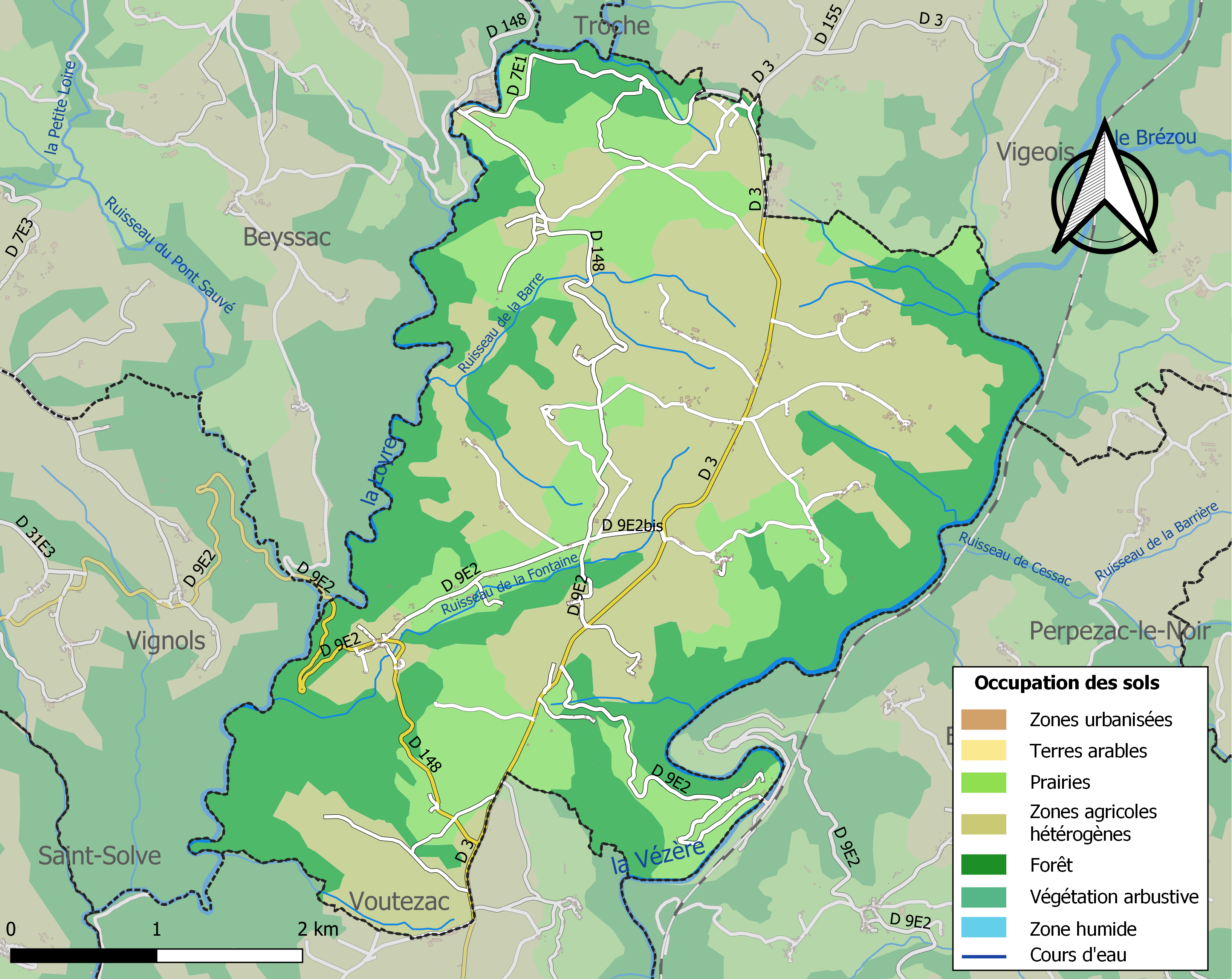
Carte des infrastructures et de l'occupation des sols de la commune en 2018 (CLC).

### Transport routier
- Réseau Réseau interurbain de la Corrèze

### Risques majeurs
Le territoire de la commune d'Orgnac-sur-Vézère est vulnérable à différents aléas naturels : météorologiques (tempête, orage, neige, grand froid, canicule ou sécheresse), inondations, feux de forêts et séisme (sismicité très faible). Il est également exposé à un risque technologique, la rupture d'un barrage, et à un risque particulier : le risque de radon. Un site publié par le BRGM permet d'évaluer simplement et rapidement les risques d'un bien localisé soit par son adresse soit par le numéro de sa parcelle.

#### Risques naturels
Certaines parties du territoire communal sont susceptibles d’être affectées par le risque d’inondation par débordement de cours d'eau, notamment la Vézère et la Loyre. La commune a été reconnue en état de catastrophe naturelle au titre des dommages causés par les inondations et coulées de boue survenues en 1982 et 1999,. Le risque inondation est pris en compte dans l'aménagement du territoire de la commune par le biais du plan de prévention des risques (PPR) inondation « Vézère », approuvé le 29 août 2002. 

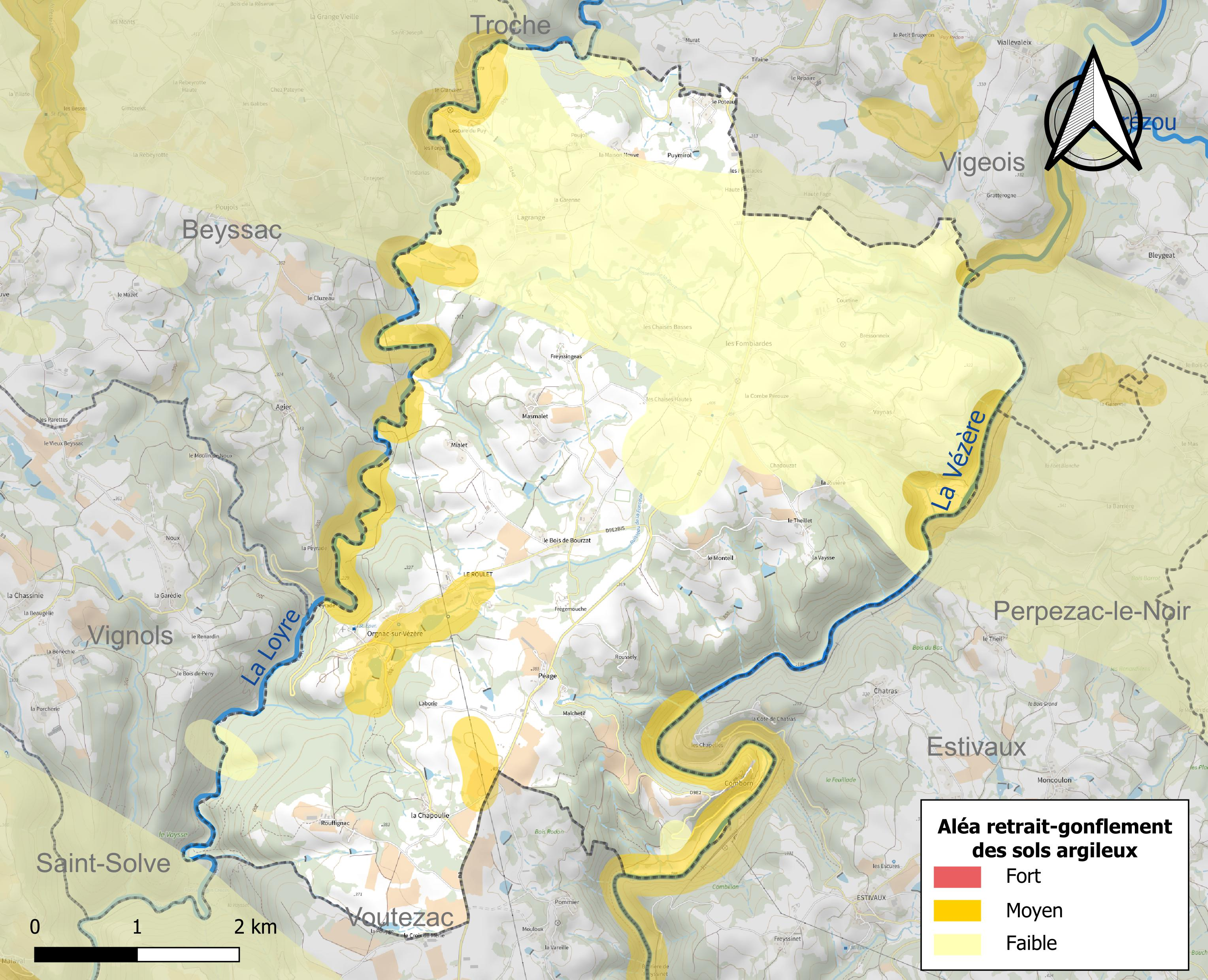
Carte des zones d'aléa retrait-gonflement des sols argileux d'Orgnac-sur-Vézère.

Le retrait-gonflement des sols argileux est susceptible d'engendrer des dommages importants aux bâtiments en cas d’alternance de périodes de sécheresse et de pluie. 9,9 % de la superficie communale est en aléa moyen ou fort (26,8 % au niveau départemental et 48,5 % au niveau national). Sur les 233 bâtiments dénombrés sur la commune en 2019,  38 sont en aléa moyen ou fort, soit 16 %, à comparer aux 36 % au niveau départemental et 54 % au niveau national. Une cartographie de l'exposition du territoire national au retrait gonflement des sols argileux est disponible sur le site du BRGM,.
Concernant les feux de forêt, aucun plan de prévention des risques incendie de forêt (PPRIF) n’a été établi en Corrèze, néanmoins le code de l’urbanisme impose la prise en compte des risques dans les documents d’urbanisme. Le périmètre des servitudes d'utilité publique et des zones d'obligation légale de débroussaillement pour les particuliers est quant à lui défini pour la commune dans une carte dédiée. 
Concernant les mouvements de terrains, la commune a été reconnue en état de catastrophe naturelle au titre des dommages causés par des mouvements de terrain en 1999.

#### Risques technologiques
La commune est en outre située en aval du barrage de Monceaux la Virolle, un ouvrage de classe A situé en Corrèze et disposant d'une retenue de 20,5 millions de mètres cubes. À ce titre elle est susceptible d’être touchée par l’onde de submersion consécutive à la rupture de cet ouvrage.

#### Risque particulier
Dans plusieurs parties du territoire national, le radon, accumulé dans certains logements ou autres locaux, peut constituer une source significative d’exposition de la population aux rayonnements ionisants. Certaines communes du département sont concernées par le risque radon à un niveau plus ou moins élevé. Selon la classification de 2018, la commune d'Orgnac-sur-Vézère est classée en zone 3, à savoir zone à potentiel radon significatif. 

## Histoire
L'histoire de la commune, ainsi que celle de son château, est étroitement liée à celle de la vicomté de Comborn, remontant au Xe siècle. Elle est l'une des plus anciennes du Limousin, à côté de celles de Turenne, de Limoges et de Ventadour.
Au début du XVIe siècle, la seigneurie passe par héritage aux Pompadour, puis aux seigneurs de Pierre Buffière et en 1649, au marquis du Saillant.
Au XVIIIe siècle, avant la Révolution, Orgnac était nommée Ornhac-lès-Glandier car les pères chartreux du Glandier étaient propriétaires des lieux. À la Révolution, la commune prend le nom d'Orgnac, celui d'Orgnac-sur-Vézère étant attribué en 1919. Il est à remarquer que ce nom aurait pu tout aussi bien être Orgnac-sur-Loyre car le bourg domine la Loyre qui coule juste en contrebas alors que la Vézère coule à plus de deux kilomètres au bas d'un autre versant.

## Politique et administration
| Période                                  | Période  | Identité          | Étiquette | Qualité                                  |
| ---------------------------------------- | -------- | ----------------- | --------- | ---------------------------------------- |
| Les données manquantes sont à compléter. |          |                   |           |                                          |
|                                          |          |                   |           |                                          |
| 2001                                     | 2008     | Jean-Marie Fragne |           |                                          |
| 2008                                     | mai 2020 | Marcel Dandaleix  |           | Retraité Fonction publique               |
| mai 2020                                 | En cours | Milena Loubriat   |           | Retraitée Fonction publique hospitalière |

## Démographie
L'évolution du nombre d'habitants est connue à travers les recensements de la population effectués dans la commune depuis 1793. Pour les communes de moins de 10 000 habitants, une enquête de recensement portant sur toute la population est réalisée tous les cinq ans, les populations de référence des années intermédiaires étant quant à elles estimées par interpolation ou extrapolation. Pour la commune, le premier recensement exhaustif entrant dans le cadre du nouveau dispositif a été réalisé en 2005.

En 2022, la commune comptait 321 habitants, en évolution de +2,88 % par rapport à 2016 (Corrèze : −0,59 %, France hors Mayotte : +2,11 %).
| 1793  | 1800 | 1806 | 1821  | 1831  | 1836  | 1841  | 1846  | 1851  |
| ----- | ---- | ---- | ----- | ----- | ----- | ----- | ----- | ----- |
| 1 074 | 845  | 916  | 1 087 | 1 254 | 1 113 | 1 169 | 1 190 | 1 182 |

| 1856  | 1861  | 1866 | 1872 | 1876  | 1881  | 1886  | 1891  | 1896  |
| ----- | ----- | ---- | ---- | ----- | ----- | ----- | ----- | ----- |
| 1 161 | 1 067 | 996  | 976  | 1 061 | 1 045 | 1 147 | 1 247 | 1 095 |

| 1901  | 1906  | 1911  | 1921 | 1926 | 1931 | 1936 | 1946 | 1954 |
| ----- | ----- | ----- | ---- | ---- | ---- | ---- | ---- | ---- |
| 1 090 | 1 032 | 1 069 | 903  | 765  | 727  | 708  | 702  | 623  |

| 1962 | 1968 | 1975 | 1982 | 1990 | 1999 | 2005 | 2006 | 2010 |
| ---- | ---- | ---- | ---- | ---- | ---- | ---- | ---- | ---- |
| 557  | 493  | 379  | 338  | 323  | 304  | 303  | 298  | 302  |

| 2015 | 2020 | 2022 | - | - | - | - | - | - |
| ---- | ---- | ---- | - | - | - | - | - | - |
| 311  | 321  | 321  | - | - | - | - | - | - |

## Culture locale et patrimoine

### Lieux et monuments
- Le Château-forteresse de Comborn[29], ancien oppidum au IXe siècle, berceau de la famille de Comborn au Xe siècle, et des vicomtes de Limoges aux XIIe et XIIIe siècles. Il subsiste des vestiges de la forteresse féodale et un logis du XVIIIe siècle. En 2019, la Mission Bern du Patrimoine a sélectionné ce site historique pour contribuer à sa sauvegarde et à sa restauration.

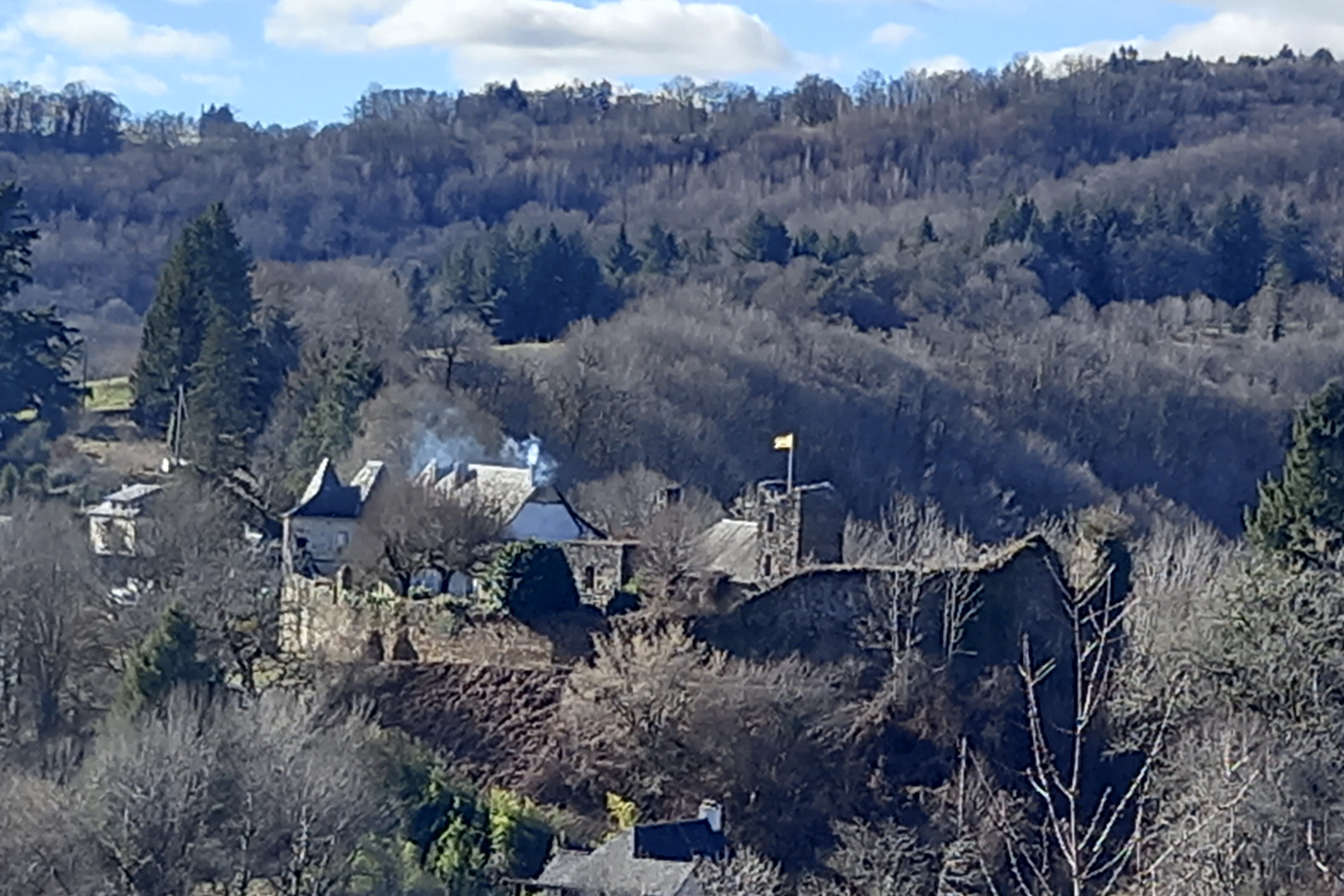
Comborn vu depuis le belvédère d'Estivaux.
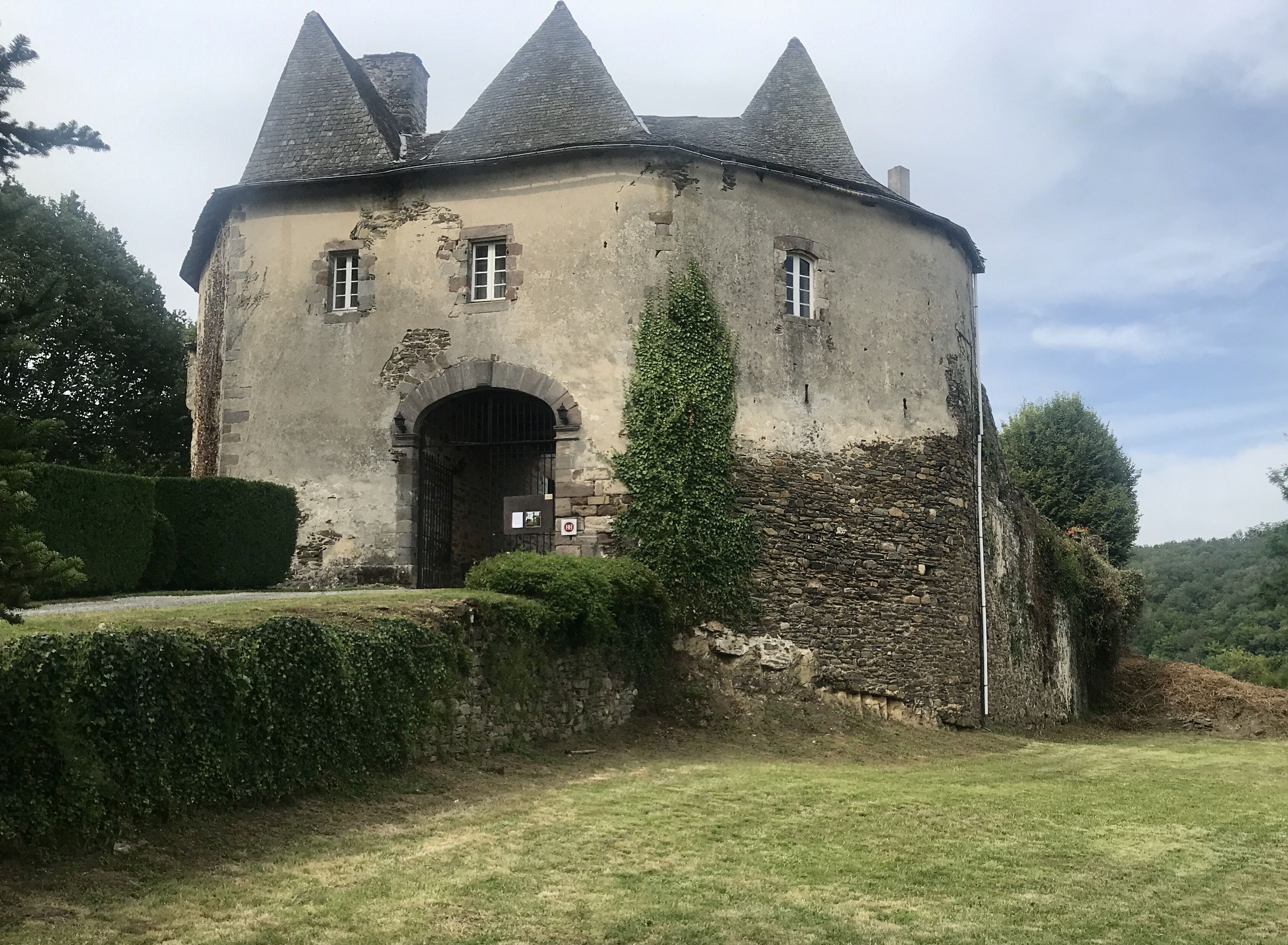
La poterne du château.
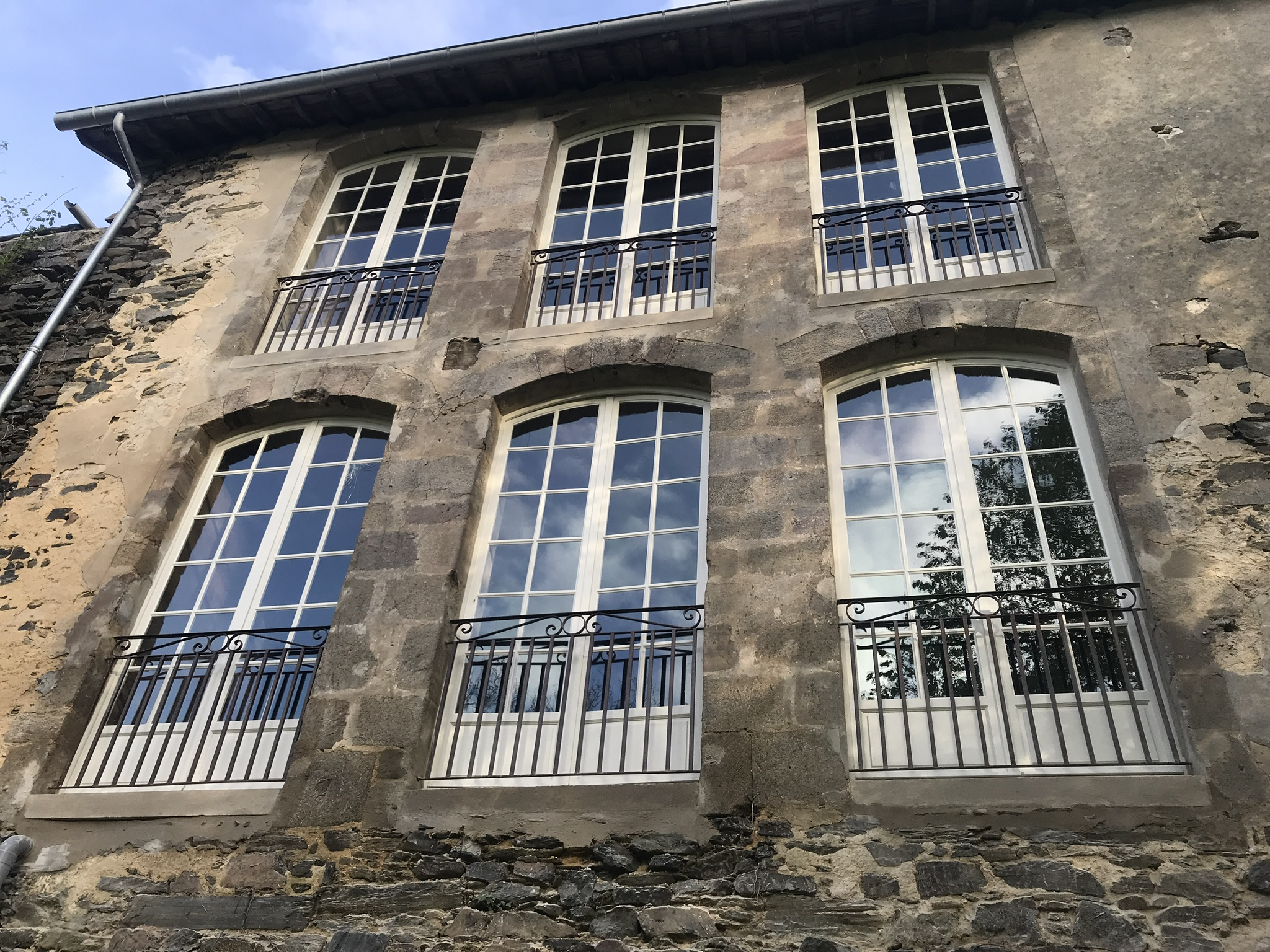
Façade du logis.
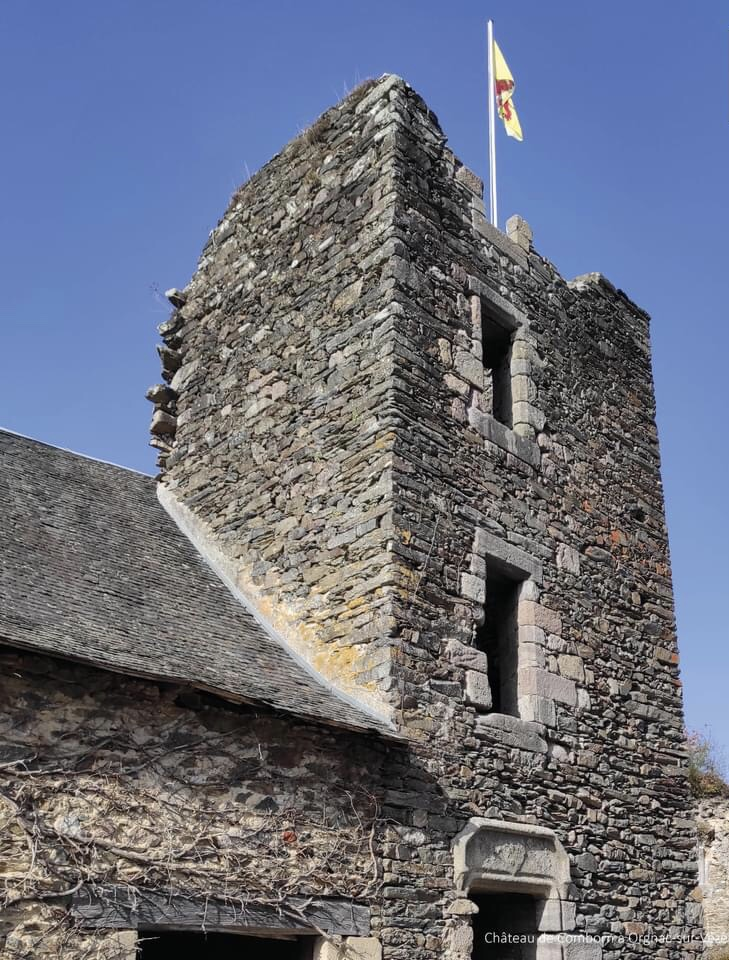
La tour maîtresse.
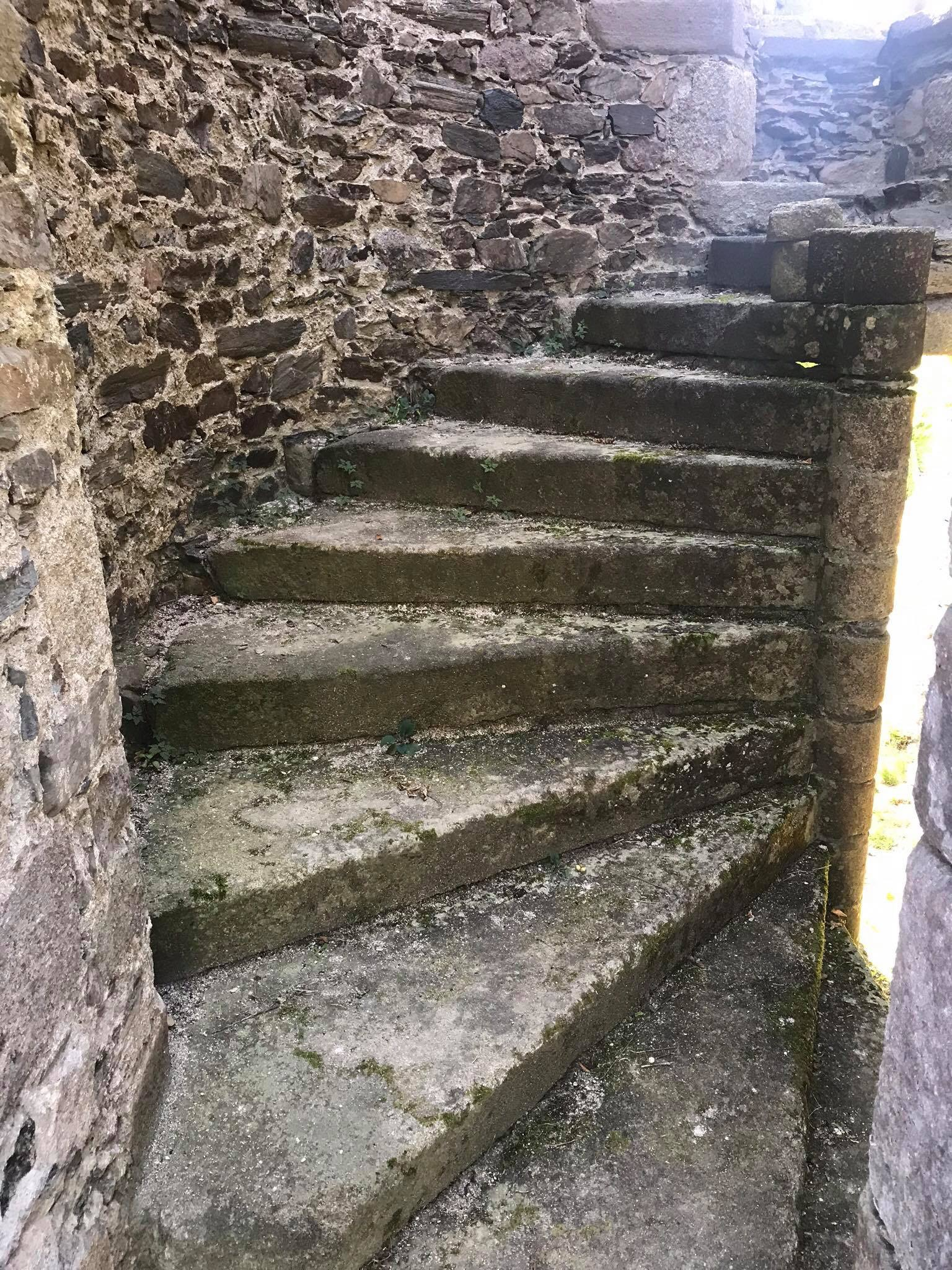
L'escalier dans la tour maîtresse.

- L'église Saint-Martial, fortement endommagée lors de la guerre de Cent Ans, a été reconstruite au XVe siècle[30]. En 2013, onze vitraux de l'artiste sud-coréen, prêtre dominicain, Kim En Joong ont été installés. De 2019 à 2023, d'importants travaux de restauration de maçonnerie et de couverture ont été réalisés.

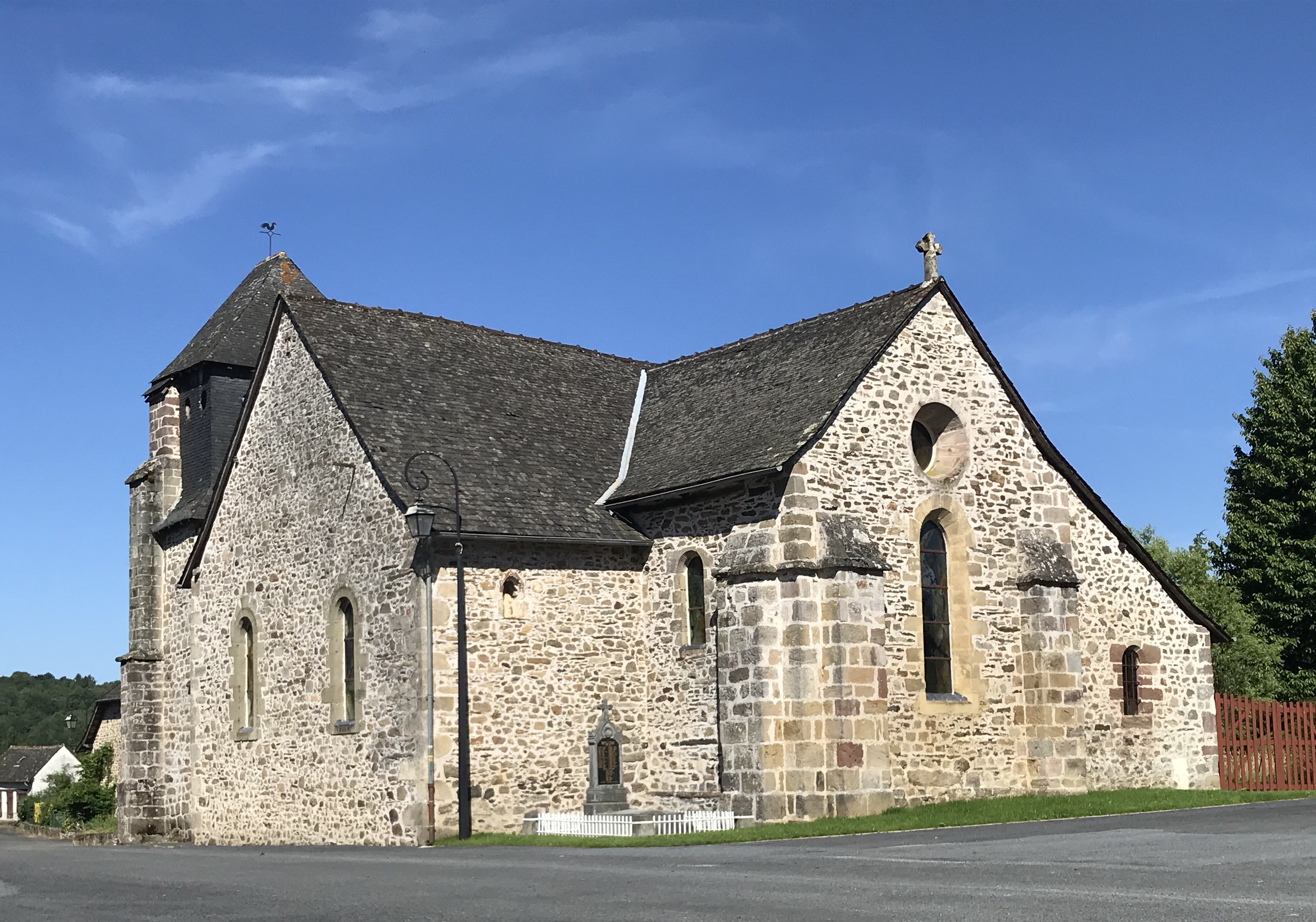
l'église Saint-Martial au centre du bourg.
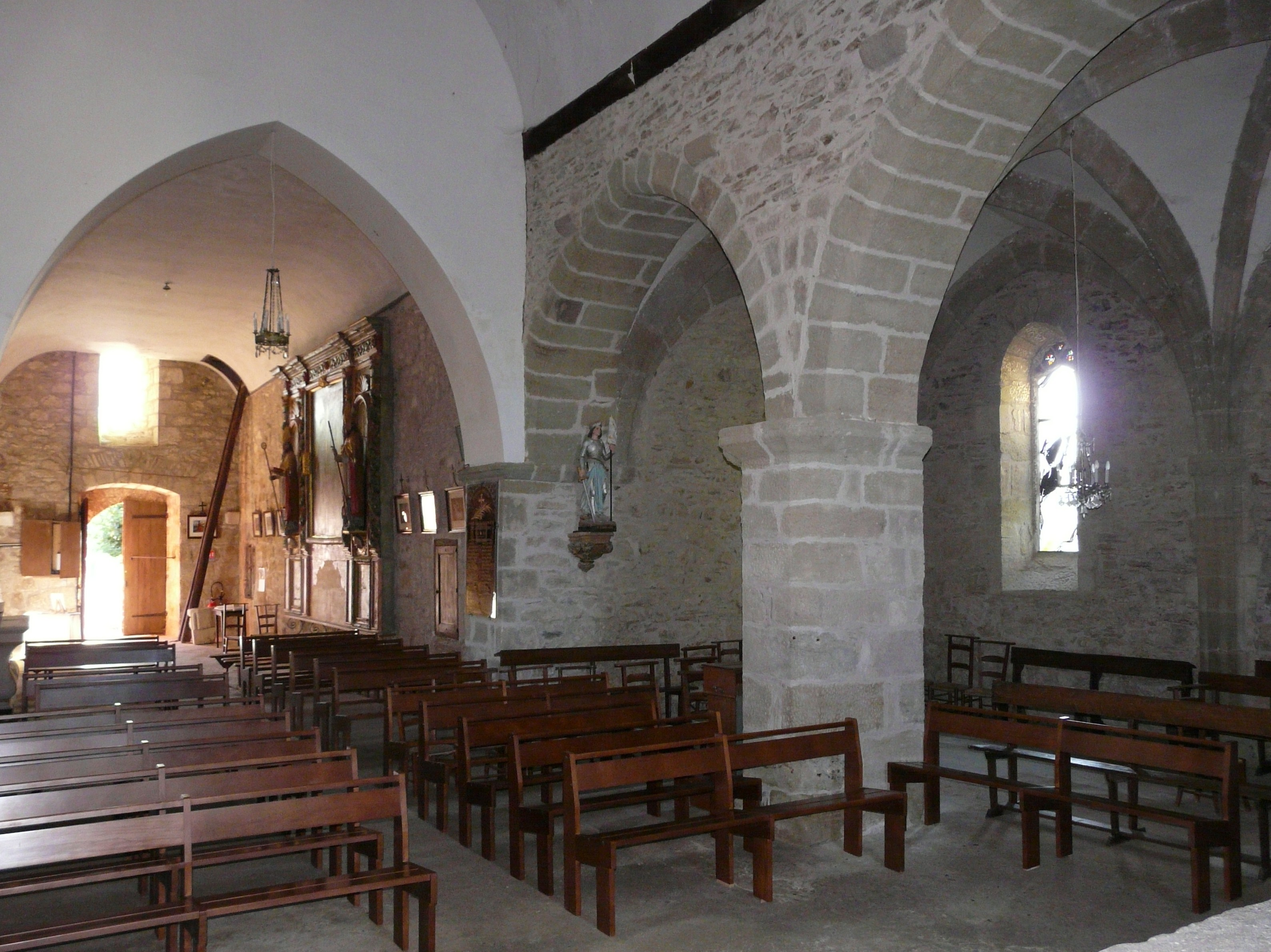
L'intérieur.
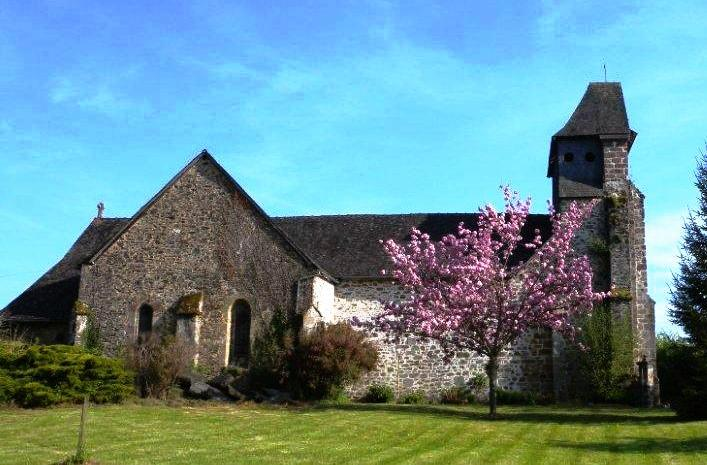
Vue du côté nord.
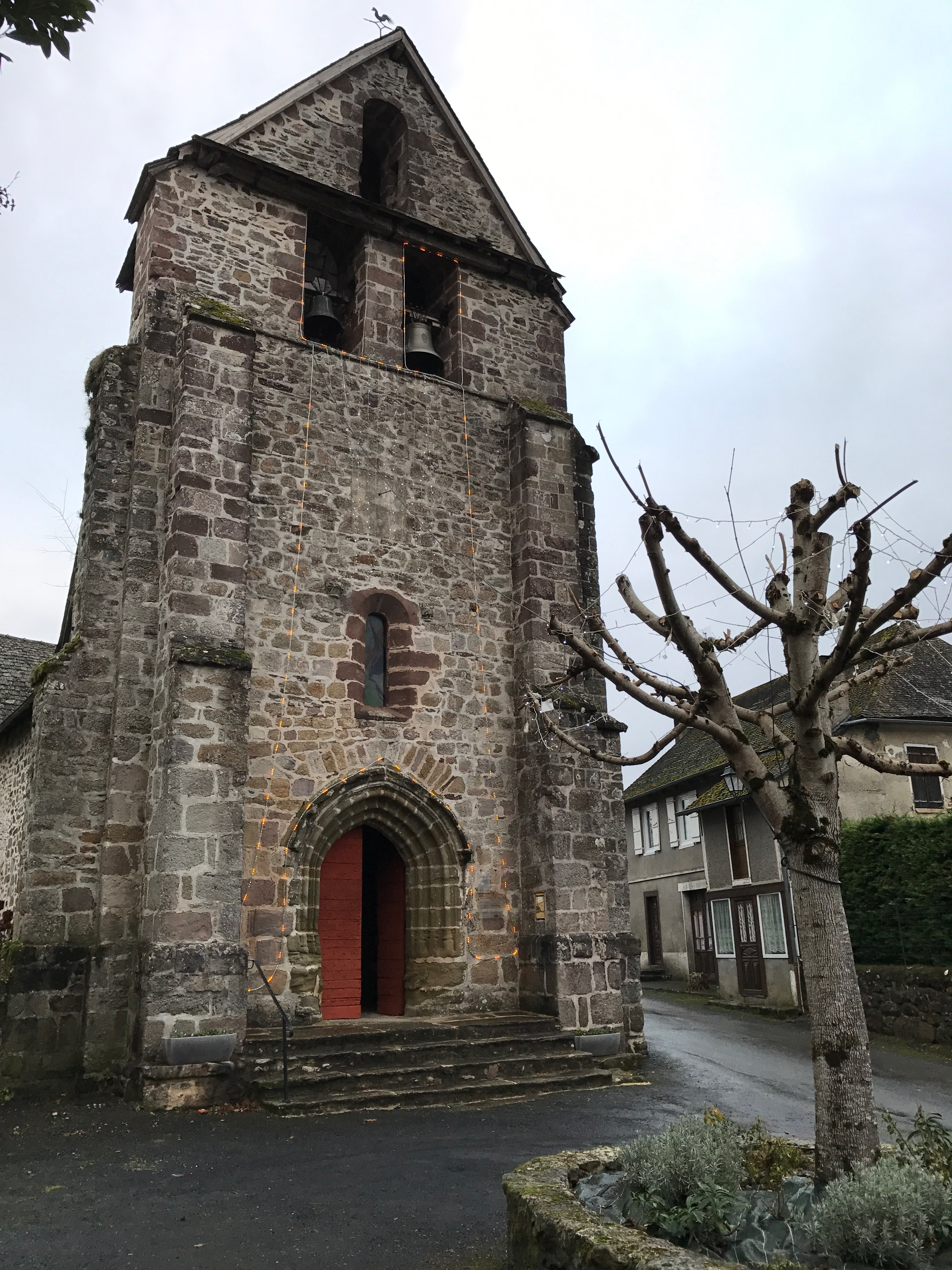
Le porche et le clocher-pignon.
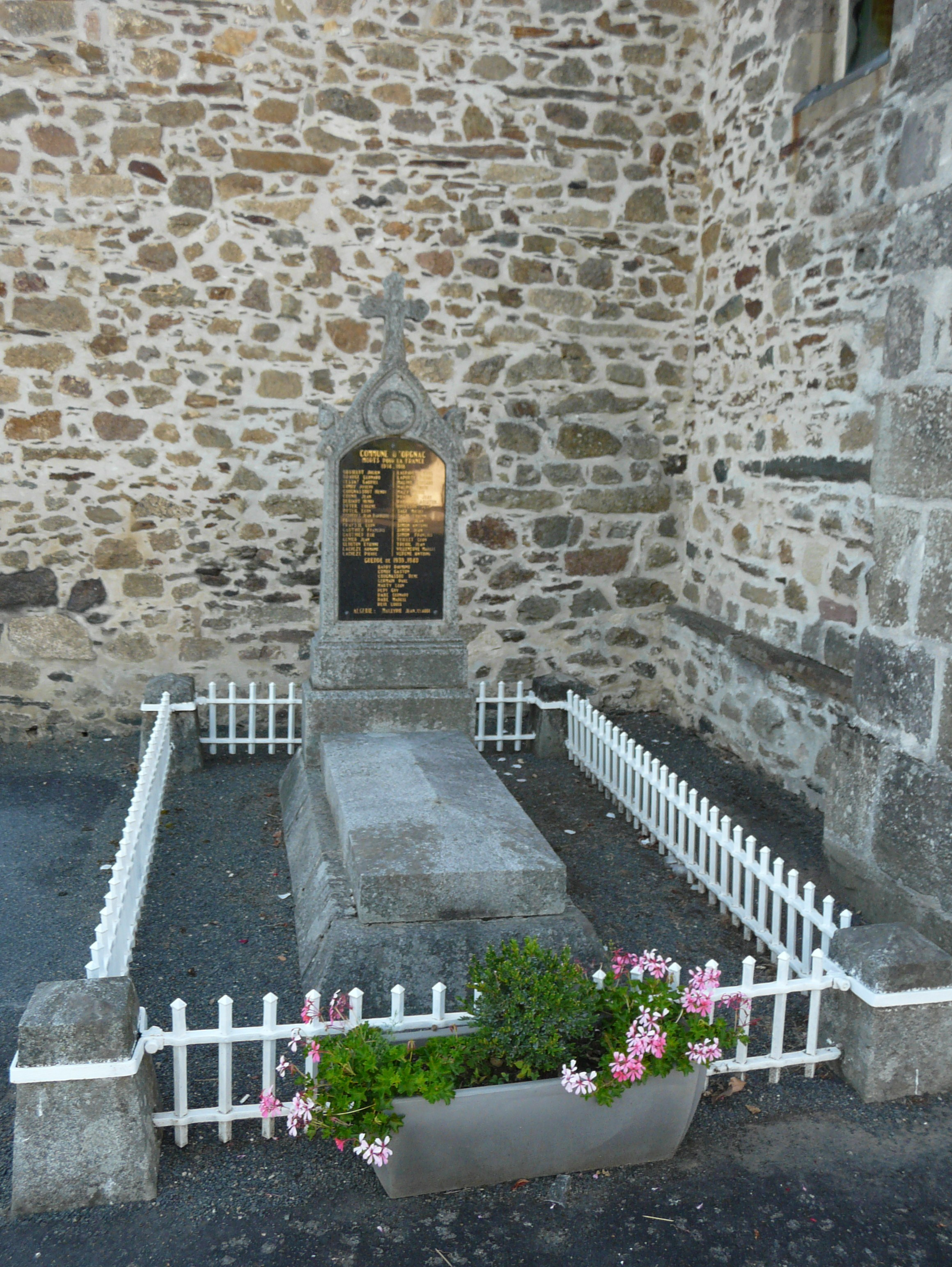
Monument aux morts.

### Personnalités liées à la commune
- Mirabeau (1749-1791), célèbre orateur pendant la Révolution, réside à Comborn quand il rend visite à sa sœur, marquise du Saillant, alors propriétaire du château.
- Jean-Baptiste Sirey (1762-1845), jurisconsulte dont le nom reste attaché au recueil des lois et arrêts. En 1800, Joséphine de Lasteyrie du Saillant, nièce de Mirabeau, l'épouse et lui apporte Comborn en dot. La famille Sirey garde le château jusqu'en l'an 2000.
- Philippe-Auguste Jeanron (1809-1877), peintre, graveur et essayiste, allié à la famille Sirey, est mort au château de Comborn et a été inhumé à Orgnac-sur-Vézère.

### Héraldique
| Blason de Orgnac-sur-Vézère | Blason  | D'or à deux lions léopardés de gueules posés l'un sur l'autre. |
| Blason de Orgnac-sur-Vézère | Détails | Armes de la vicomté de Comborn dont le château se situe sur la commune d'Orgnac-sur-Vézère. Armoiries adoptées officiellement par décision du conseil municipal le 25 novembre 1979 et utilisées par la commune pour sa communication. |